# シボレー・SSR
SSRは、GMが製造しシボレーブランドで販売していたピックアップトラックである。

## 概要
オープンカーの後部に荷台をつけたような非常に特徴的で、レトロなスタイルである。シボレー・トレイルブレイザーEXTがベースとなっていた。後輪駆動のみのラインナップで、2005年モデルからは、6代目シボレー・コルベットや4代目ポンティアック・GTOにも搭載されるV型8気筒6.0Lエンジンを搭載していた。

## 車名
SSRはSuper Sport Roadsterの略である。